# 선발투수

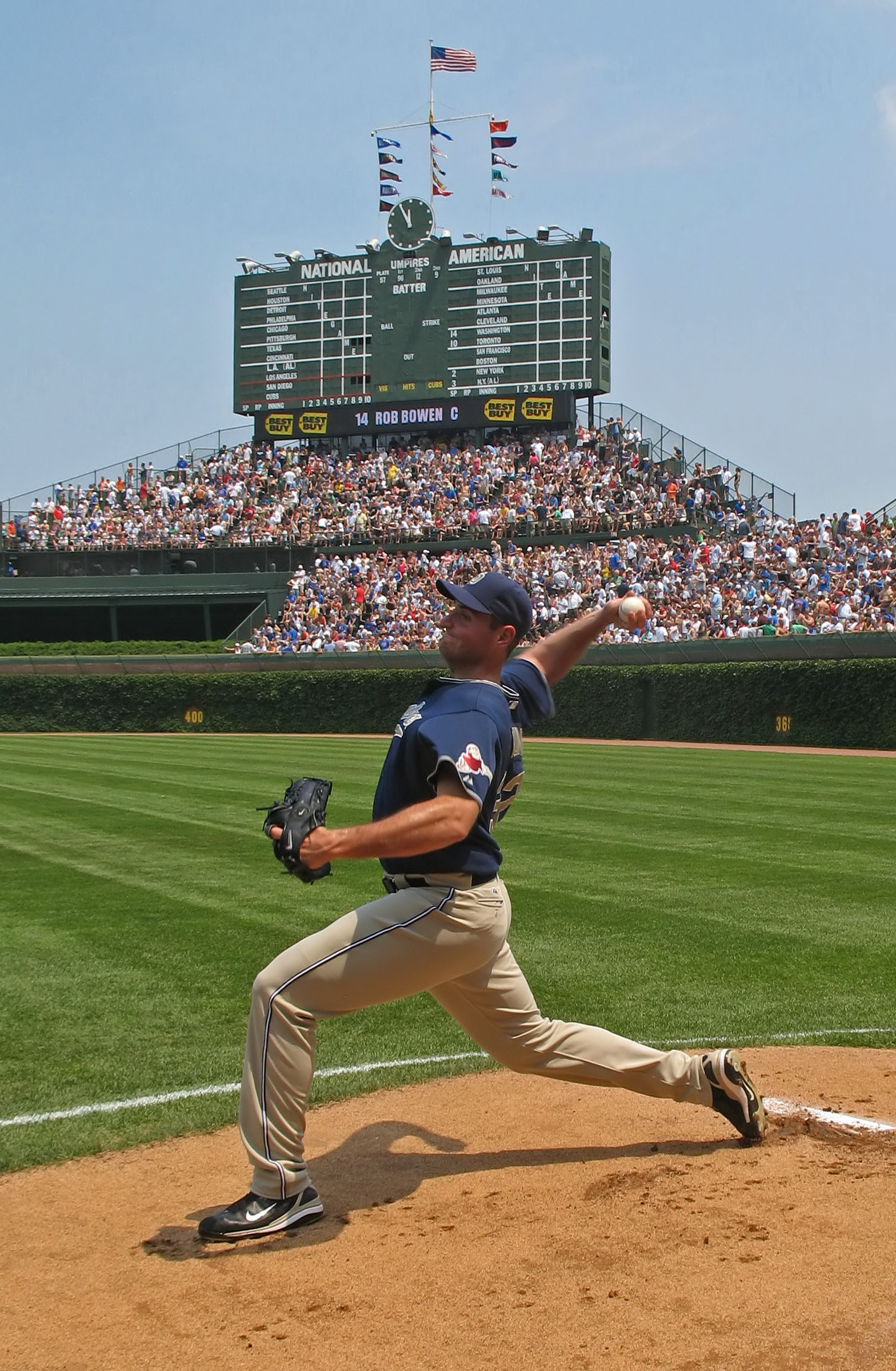
크리스 영이 12시 5분 경기 시작 몇 분 전 (스코어보드 시계 참조) 리글리 필드에서 경기를 앞두고 불펜에서 몸을 풀고 있다.

야구(하드볼 또는 소프트볼)에서 선발 투수(先發投手, 영어: starting pitcher, SP, starter) 또는 선발은 각 팀의 경기에서 첫 번째 투수이다. 투수는 상대 팀의 첫 번째 타자에게 첫 투구를 던지면 선발 등판으로 인정된다. 선발 투수는 경기에서 상당한 부분을 던질 것으로 예상되지만, 이를 수행할 수 있는 능력은 효과성, 체력, 건강 및 전략을 포함한 여러 요인에 따라 달라진다.
프로 야구의 선발 투수는 보통 경기를 던진 후 3, 4 또는 5일 동안 휴식한 후 다른 경기에 등판한다. 따라서 대부분의 프로 야구 팀은 로스터에 4, 5 또는 6명의 선발 투수를 보유하고 있다. 이 투수들과 그들이 던지는 순서는 로테이션으로 알려져 있다. 팀의 최고의 선발 투수는 에이스로 알려져 있으며, 거의 항상 로테이션에서 첫 번째로 등판하는 선수이다. 현대 야구에서는 5인 로테이션이 가장 흔하다.
대조적으로, 경기 첫 투구 이후 경기에 등판하는 투수는 구원 투수이다. 때때로 오프너는 몇 이닝만 사용되며, 롱 릴리버나 일반적으로 선발 투수가 될 투수로 교체된다.

## 투구수
이상적인 상황에서 야구 팀의 감독은 선발 투수가 경기에서 가능한 한 많은 이닝을 던지기를 선호한다. 대부분의 정규 선발 투수는 정기적으로 최소 5이닝 이상을 던지며, 투수가 그렇게 할 수 없다면 앞으로 불펜으로 강등될 가능성이 높다. 현대 야구에서는 선발 투수가 7~8이닝 이상을 던지는 경우는 거의 없으며, 그 시점부터 경기의 책임은 셋업맨 및 마무리 투수와 같은 전문 투수를 포함한 구원 투수에게 넘어간다.
종종 선발 투수는 투구수 제한을 받는데, 이는 감독이 특정 투구수를 던지면 그를 경기에서 제외한다는 의미이다. 현대 투수의 가장 일반적인 투구수는 약 100구이며, 이제 선발 투수가 한 경기에서 125구 이상을 던지는 경우는 드물다. 투구수 제한은 부상에서 회복 중인 선발 투수에게 특히 흔하다.
리틀 리그 베이스볼과 같은 유소년 수준에서는 투구수가 특정 지점에서 제한되며, 투수가 다시 등판하기 전에 의무적인 휴식이 필요하다.
2018 MLB 시즌에서 탬파베이 레이스는 전통적인 선발 투수와 마무리 투수의 역할을 혼합한 "오프너"라는 선발 투수의 변형을 선보였다. 오프너 전략에서 구원 투수는 경기를 시작하고 (상대 타선의 상위 타자를 상대하는 것이 보장될 때) 첫 1~2이닝을 던진 후 롱 릴리버에게 중간 이닝을 넘겨준다. 때때로 팀들은 오프너 이후 1~2이닝만 던질 수 있는 여러 구원 투수를 사용하기도 했는데, 이는 불펜 게임으로 알려졌다. 더 적은 투구수와 컨디션 덕분에 오프너는 전통적인 선발 투수보다 더 자주 등판할 수 있다.
야구 초창기에는 선발 투수가 시즌 동안 300이닝 이상을 던지는 것이 드문 일이 아니었다. 또한 선발 투수가 연속으로 등판하거나 심지어 더블헤더 두 경기 모두에서 등판했다는 기록도 있다. 이러한 업적은 현대의 선발 투수와 달리 초창기 투수들이 공을 최선을 다해 던지는 경우가 드물었기 때문에 가능했다고 여겨진다.
꾸준히 많은 이닝을 던질 수 있다고 믿을 수 있는 선발 투수는 워크호스로 알려져 있다. 현대 워크호스 투수의 한 예는 로이 할러데이였는데, 그는 2013년 은퇴 전까지 완투와 완봉에서 모두 현역 선두였다.
팀의 선발 로테이션의 정규 멤버가 아닌 투수가 상황에 따라 경기를 시작하는 경우는 일반적으로 "스팟 선발"이라고 불린다. 스팟 선발을 하는 투수는 종종 불펜의 주로 롱 릴리프 투수로 여러 이닝을 던지는 임무를 맡거나, 구단의 마이너 리그 팀에서 승격되어 간헐적으로 선발 등판하는 투수이다. 스팟 선발은 로테이션에 있는 선발 투수의 갑작스러운 부상과 같은 비상 상황이나, 여러 더블헤더로 인해 투구수가 빡빡할 때 발생한다.

## 통계
선발 투수는 자신이 시작한 경기에서 "승리" 자격을 얻으려면 5이닝을 완투해야 한다. 대학 간 야구를 관장하는 NCAA 야구 규칙에 따라, 5이닝 미만을 던진 선발 투수도 경기 시작 전에 결정된 특정 시간 동안 투구했다면 승리를 얻을 수 있다. 5이닝 미만을 던지고도 패배를 기록할 수도 있다. 6이닝 이상을 던지고 3점 이하의 자책점을 내준 선발 투수는 "퀄리티 스타트"를 달성했다고 한다. 불펜의 구원 없이 경기를 마친 선발 투수는 "완투"를 던졌다고 하며, 이는 거의 항상 승리이다 ("이기는 팀은 절대 바꾸지 않는다").

## 구종 선택
선발 투수는 일반적으로 여러 범주로 나뉘는 다양한 구종 중에서 선택할 수 있다.
- 속구: 강하게 (80마일대 후반에서 100마일 이상) 던져지며 일반적으로 거의 직선 궤적을 따른다. 다양한 종류의 속구가 있다. 포심 속구는 가장 강하게 던져지는 구종이지만, 움직임이나 변화가 거의 없다. 투심 속구는 포심 속구보다 약간 느리지만 (일반적으로 80마일대 중반에서 90마일대 초반), 투수의 투구 팔 방향으로 약간 안쪽으로 꺾이면서 약간 떨어진다 (즉, 좌투수가 투심 속구를 던지면 약간 오른쪽에서 왼쪽으로 꺾인다). 싱커의 움직임과 속도는 투심과 유사하지만, 싱커는 투심보다 일찍 꺾이는 경향이 있다. 컷 패스트볼 (커터)은 투심 속구와 속도는 유사하지만, 투수의 투구 팔 반대 방향으로 꺾인다 (즉, 우투수가 던지면 오른쪽에서 왼쪽으로 꺾인다).
- 강한 변화구: 강한 변화구 중 가장 눈에 띄는 것은 슬라이더이다. 슬라이더는 투수의 팔 움직임 방향으로 (좌투수의 경우 왼쪽에서 오른쪽으로) 급격히 꺾이는 구종이다. 속구보다 느리지만 (보통 80마일대), 더 느린 변화구보다는 빠르다. 또 다른 강한 변화구인 스플릿 핑거 (스플리터)는 속구를 모방한다. 스플리터는 비행 경로 후반에 꺾이며, 릴리스 지점부터 아래로, 약간의 꼬리 움직임이 있다. 스플리트 핑거는 보통 80마일대 초반에서 후반으로 던져지지만, 일부는 90마일 이상으로 나간다.
- 느린 변화구: 가장 흔한 느린 변화구는 동명인 커브이다. 커브는 릴리스 지점부터 전체 비행 궤적을 따라 투수의 팔 움직임 방향으로 꺾인다. 시계를 본다면, 직선으로 떨어지는 커브볼은 12시-6시가 될 것이다. 약간 더 측면으로 꺾이는 우투수의 커브볼은 1시-7시 방식으로 꺾이거나 더 많은 측면 움직임으로 2시-8시 방식으로 꺾일 것이다. 더 많은 측면으로 꺾이는 커브볼을 던지는 좌투수는 11시-5시 또는 10시-4시 커브볼을 던질 것이다. 커브볼은 60마일대 초반에서 80마일대 중반의 속도로 나간다. 또 다른 느린 변화구는 스크루볼인데, 이는 본질적으로 역커브볼이며, 투수의 팔 움직임 반대 방향으로 꺾인다. 스크루볼은 팔에 손상을 입힌다는 광범위한 믿음 때문에 현대 야구에서는 상당히 드문 구종이다. 그러나 2014년 뉴욕 타임즈의 조사에 따르면 이러한 믿음은 근거가 없으며, 스크루볼은 다른 어떤 구종보다 더 많은 부상을 유발하지 않는다고 결론지었다.[7]
- 기타 오프스피드 피치: 오늘날 투수들이 사용하는 두 가지 주요 오프스피드 피치가 있으며, 하나는 다른 것보다 훨씬 더 많이 사용된다. 체인지업은 서클 체인지업, 벌컨 체인지업 또는 팜볼과 같은 변형이 있으며, 속구와 동일한 팔 동작 및 팔 속도로 던져지지만, 공이 동일한 속도에 도달하지 못하게 하는 훨씬 다른 그립을 가진 느린 구종이다. 일반적으로 체인지업은 투수의 속구보다 10~20마일 느리다. 빠른 팔 스윙과 느린 투구에서 오는 이러한 시각적 왜곡은 타자의 타이밍을 방해하는 데 사용된다. 다른 주요 오프스피드 피치는 너클볼이다. 너클볼은 투수 (독특한 그립과 투구 방식 때문에)와 그의 포수 (예측할 수 없는 움직임 때문에) 모두에게 마스터하기 매우 어려운 구종이다.

## 같이 보기
- 구원 투수(RP)
- 마무리 투수(CP, CL)